# Arkéa-B&B Hotels
L'Arkéa-B&B Hotels (codi UCI: ARK) és un equip ciclista professional francès, de categoria continental professional des del 2011. Es creà el 2005 amb el nom de Bretagne-Jean Floc'h, el 2007 prengué el nom de Bretagne Armor Lux, el 2009 Bretagne-Schuller, del 2013 al 2015 s'anomenà Bretagne-Séché Environnement, del 2015 a mitjans del 2017 Fortuneo-Vital Concept, a partir del juliol del 2017 Fortuneo-Oscaro i a partir de 2018 s'anomena Fortuneo-Samsic. El 2019 agafà el nom d'Arkéa-Samsic. Des del 2024 porta el nom Arkéa-B&B Hotels.

## Principals victòries

### Clàssiques
- Tro-Bro Léon: 2021 (Connor Swift), 2022 (Hugo Hofstetter)

### Curses per etapes
- Tour La Provence: 2020 i 2022 (Nairo Quintana)
- Tour dels Alps Marítims i del Var: 2020 i 2022 (Nairo Quintana), 2023 (Kévin Vauquelin)

### Grans voltes
- Tour de França
  - 11 participacions (2014, 2015, 2016, 2017, 2018, 2019, 2020, 2021, 2022, 2023, 2024)
  - 1 victòria d'etapa
    - 1 el 2024: Kévin Vauquelin
- Giro d'Itàlia
  - 2 participacions (2023, 2024)
- Volta a Espanya
  - 3 participacions (2022, 2023, 2024)

### Campionats nacionals
- Campionat de França en ruta: Dimitri Champion (2009), Warren Barguil (2019)

## Classificacions UCI

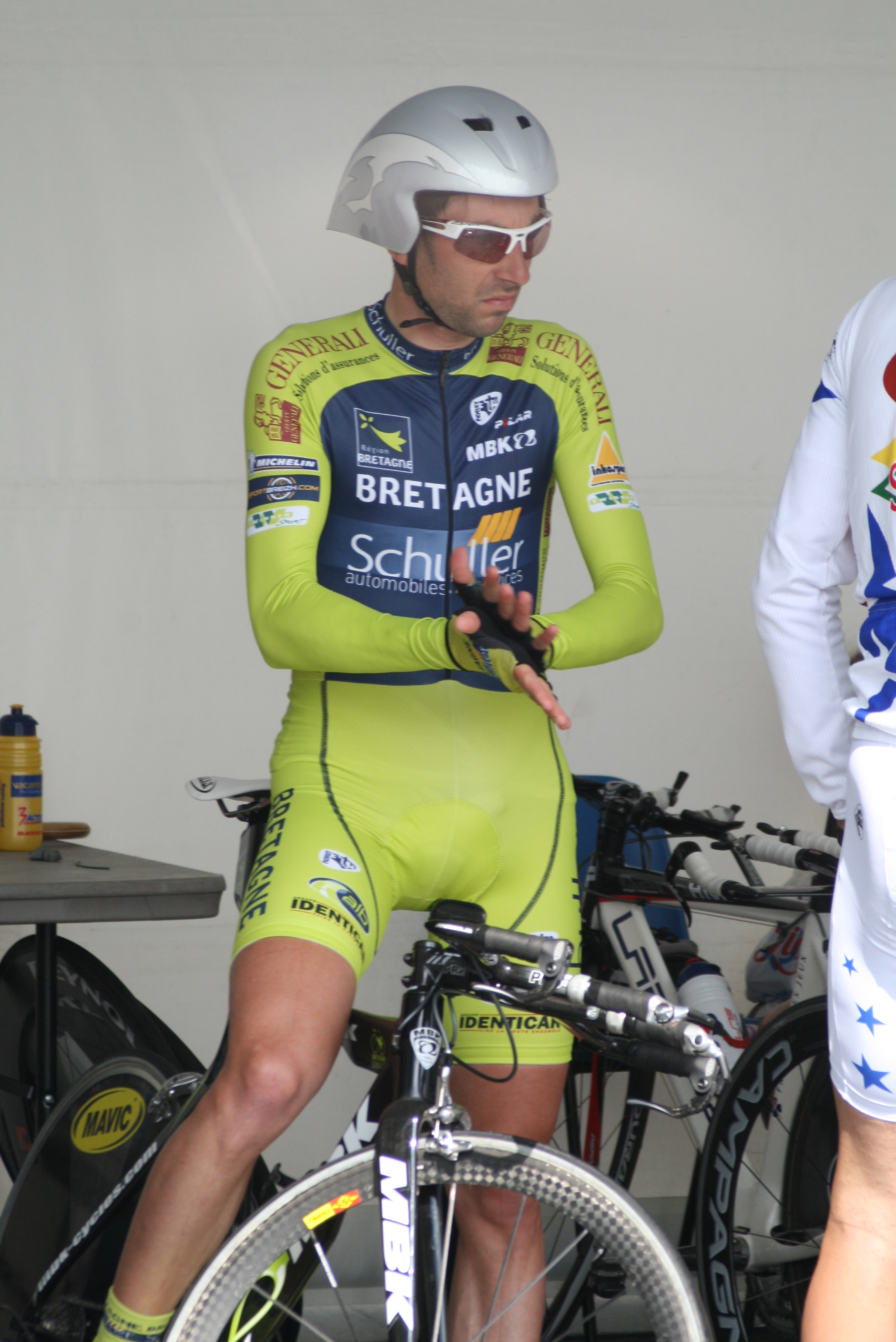
Sébastien Duret amb el mallot de l'equip al 2009

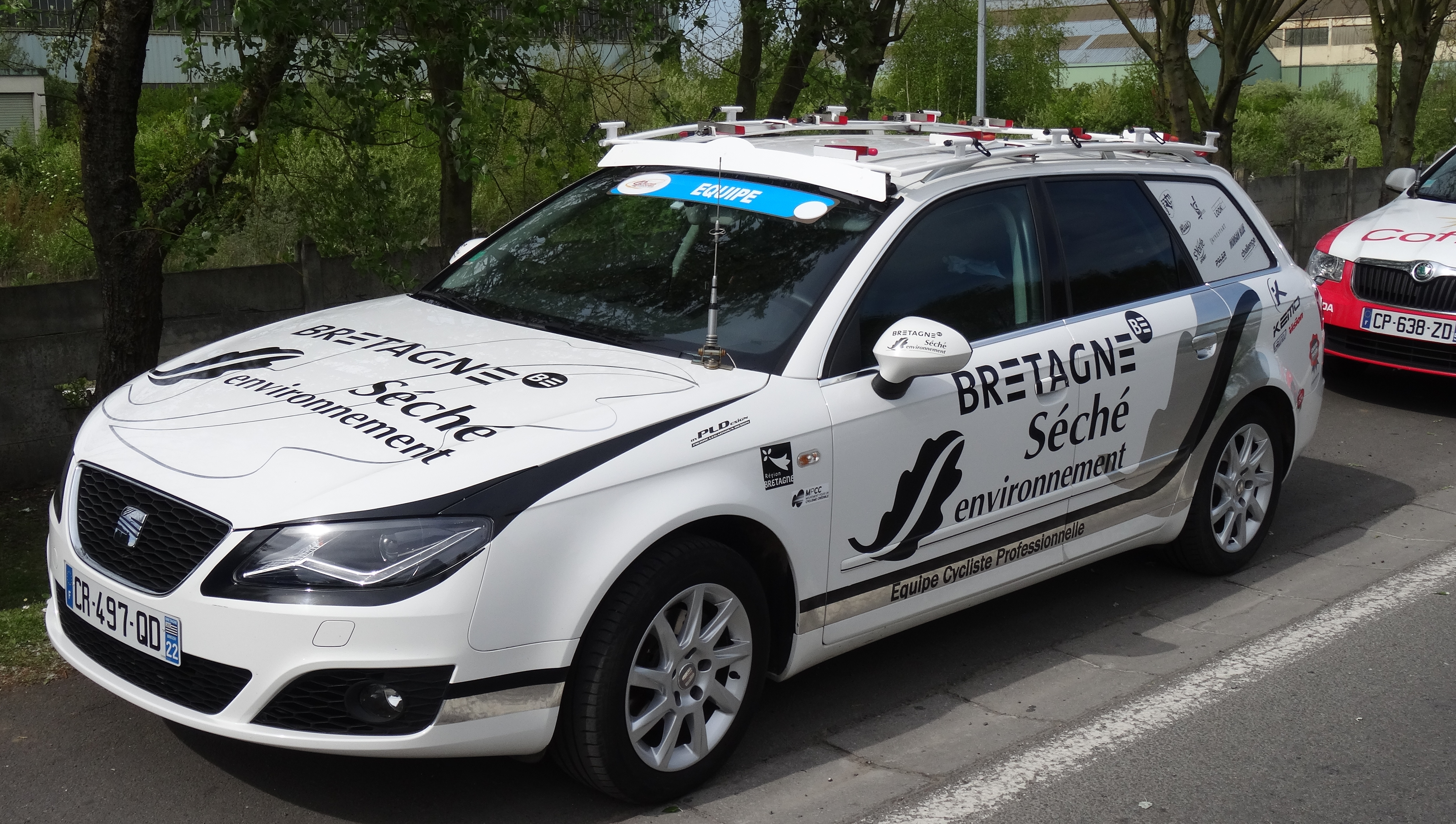
Vehicle de l'equip al 2014

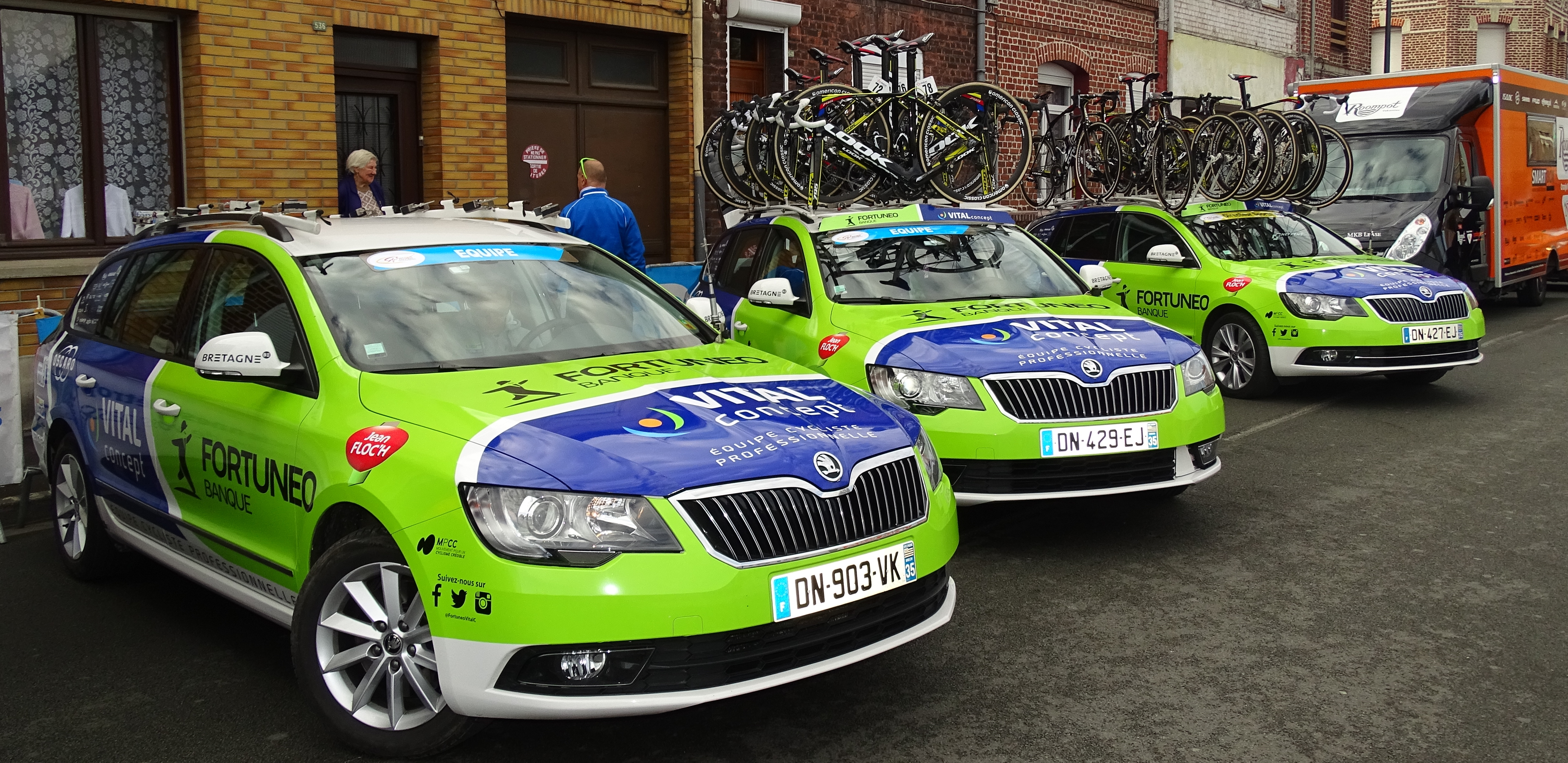
Vehicles de l'equip al 2016

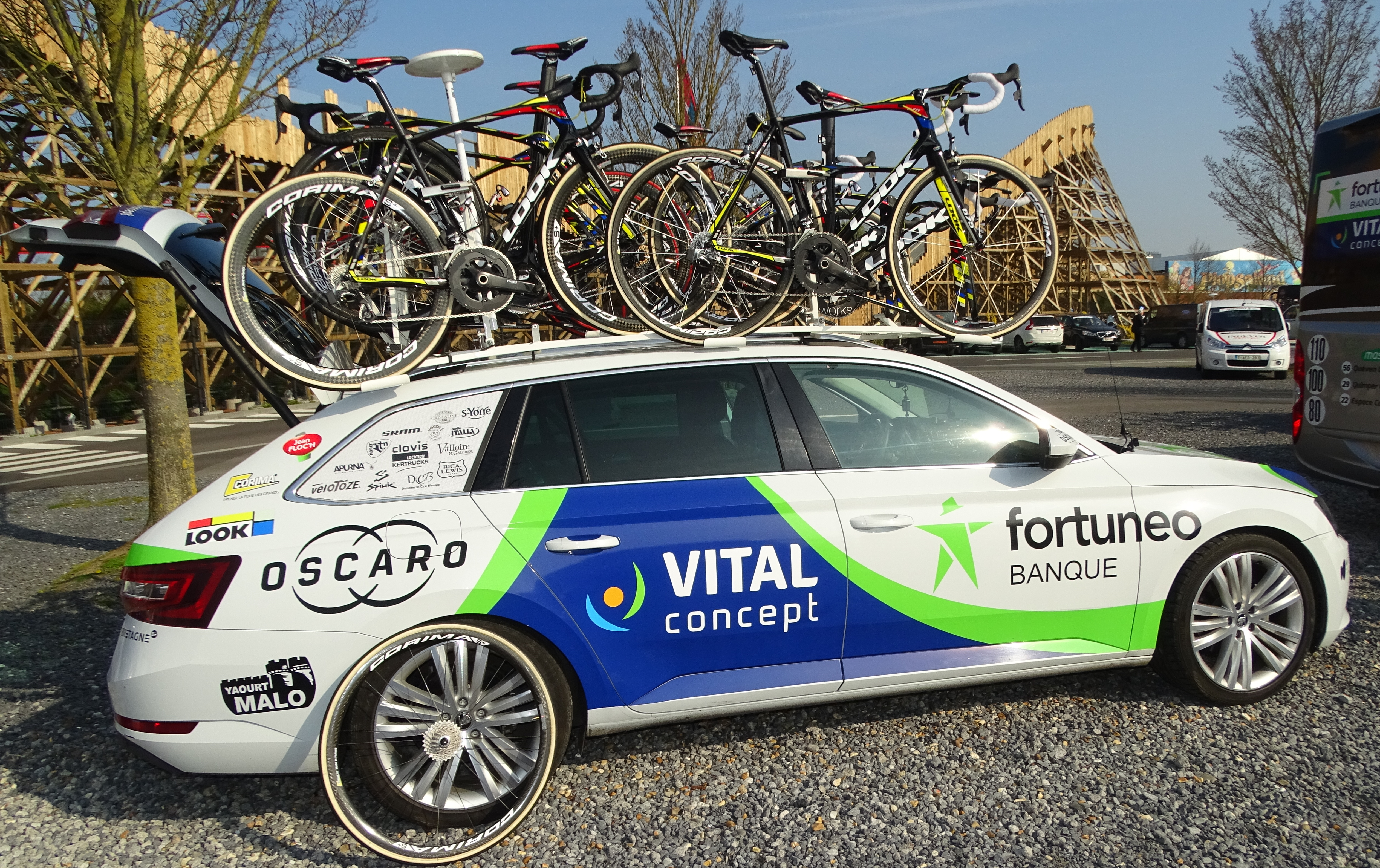
Vehicle de l'equip al 2017

En el moment de la seva creació, el 2005, l'equip Bretagne-Jean Floc'h obtingué una categoria d'equip continental, la qual mantingué fins al 2010. Amb aquesta categoria, participà principalment a les proves de l'UCI Europa Tour. Aquesta taula presenta les classificacions de l'equip als circuits, així com el seu millor corredor en la classificació individual.
UCI Africa Tour
| UCI Àfrica Tour | UCI Àfrica Tour  | UCI Àfrica Tour             | UCI Àfrica Tour |
| Any             | Rànquing d'equip | Millor ciclista al rànquing |                 |
| --------------- | ---------------- | --------------------------- | --------------- |
| 2007            | 11è              | Stéphane Bonsergent (75è)   |                 |
| 2008            | 8è               | Yann Pivois (28è)           |                 |
| 2015            | 7è               | Iauhèn Hutaròvitx (39è)     |                 |
| 2016            | 6è               | Anthony Delaplace (35è)     |                 |
|                 |                  |                             |                 |
| Font: UCI       |                  |                             |                 |

UCI America Tour
| UCI Amèrica Tour | UCI Amèrica Tour | UCI Amèrica Tour            | UCI Amèrica Tour |
| Any              | Rànquing d'equip | Millor ciclista al rànquing |                  |
| ---------------- | ---------------- | --------------------------- | ---------------- |
| 2009             | 18è              | Johan Le Bon (41è)          |                  |
| 2010             | 32è              | Johan Le Bon (248è)         |                  |
| 2014             | 30è              | Eduardo Sepúlveda (175è)    |                  |
| 2015             | 12è              | Kévin Ledanois (17è)        |                  |
| 2016             | 17è              | Eduardo Sepúlveda (41è)     |                  |
| 2017             | 45è              | Eduardo Sepúlveda (235è)    |                  |
| 2020             | -                | Nairo Quintana Rojas (5è)   |                  |
| 2021             | -                | Nairo Quintana Rojas (6è)   |                  |
| 2022             | -                | Nairo Quintana Rojas (7è)   |                  |
|                  |                  |                             |                  |
| Font: UCI        |                  |                             |                  |

UCI Asia Tour
| UCI Àsia Tour | UCI Àsia Tour    | UCI Àsia Tour               | UCI Àsia Tour |
| Any           | Rànquing d'equip | Millor ciclista al rànquing |               |
| ------------- | ---------------- | --------------------------- | ------------- |
| 2015          | 43è              | Pierre-Luc Périchon (119è)  |               |
| 2016          | 51è              | Eduardo Sepúlveda (221è)    |               |
| 2018          | 93è              | Sindre Lunke (518è)         |               |
|               |                  |                             |               |
| Font: UCI     |                  |                             |               |

UCI Europe Tour
| UCI Europa Tour | UCI Europa Tour  | UCI Europa Tour             | UCI Europa Tour |
| Any             | Rànquing d'equip | Millor ciclista al rànquing |                 |
| --------------- | ---------------- | --------------------------- | --------------- |
| 2005            | 13è              | Stéphane Pétilleau (74è)    |                 |
| 2006            | 18è              | Cédric Hervé (36è)          |                 |
| 2007            | 30è              | David Le Lay (169è)         |                 |
| 2008            | 33è              | Cyril Gautier (50è)         |                 |
| 2009            | 21è              | Dimitri Champion (20è)      |                 |
| 2010            | 11è              | Florian Vachon (27è)        |                 |
| 2011            | 12è              | Laurent Pichon (21è)        |                 |
| 2012            | 13è              | Laurent Pichon (24è)        |                 |
| 2013            | 19è              | Armindo Fonseca (44è)       |                 |
| 2014            | 10è              | Armindo Fonseca (23è)       |                 |
| 2015            | 3r               | Pierrick Fédrigo (18è)      |                 |
| 2016            | 12è              | Daniel McLay (29è)          |                 |
| 2017            | 5è               | Laurent Pichon (15è)        |                 |
| 2018            | 15è              | Bram Welten (115è)          |                 |
| 2019            | 9è               | Warren Barguil (82è)        |                 |
| 2020            | 2n               | Warren Barguil (29è)        |                 |
| 2021            | 2n               | Warren Barguil (59è)        |                 |
| 2022            | 2n               | Hugo Hofstetter (31è)       |                 |
| 2023            | -                | Arnaud Démare (59è)         |                 |
| 2024            | -                | Luca Mozzato (53è)          |                 |
|                 |                  |                             |                 |
| Font: UCI       |                  |                             |                 |

El 2016 la Classificació mundial UCI passa a tenir en compte totes les proves UCI. Durant tres temporades existeix paral·lelament amb la classificació UCI World Tour i els circuits continentals. A partir del 2019 substitueix definitivament la classificació UCI World Tour.
| Rànquing Mundial | Rànquing Mundial | Rànquing Mundial            | Rànquing Mundial |
| Any              | Rànquing d'equip | Millor ciclista al rànquing |                  |
| ---------------- | ---------------- | --------------------------- | ---------------- |
| 2016             | -                | Daniel McLay (109è)         |                  |
| 2017             | -                | Laurent Pichon (94è)        |                  |
| 2018             | -                | Warren Barguil (165è)       |                  |
| 2019             | 27è              | Warren Barguil (100è)       |                  |
| 2020             | 14è              | Warren Barguil (36è)        |                  |
| 2021             | 17è              | Nairo Quintana Rojas (64è)  |                  |
| 2022             | 13è              | Hugo Hofstetter (37è)       |                  |
| 2023             | 19è              | Arnaud Démare (76è)         |                  |
| 2024             | 19è              | Luca Mozzato (66è)          |                  |
|                  |                  |                             |                  |
| Font: UCI        |                  |                             |                  |

## Composició de l'equip 2025
| Llista de l'equip 2025    | Llista de l'equip 2025 | Llista de l'equip 2025                    | Llista de l'equip 2025 |
| Ciclista                  | Data de naixement      | Equip previ                               |                        |
| ------------------------- | ---------------------- | ----------------------------------------- | ---------------------- |
| Jenthe Biermans           | 30 de octubre de 1995  | Israel-Premier Tech (2022)                |                        |
| Amaury Capiot             | 25 de juny de 1993     | Sport Vlaanderen-Baloise (2020)           |                        |
| Ewen Costiou              | 10 de novembre de 2002 | Côtes d'Armor Cyclisme Marie Morin (2022) |                        |
| Anthony Delaplace         | 11 de setembre de 1989 | Sojasun (2013)                            |                        |
| Arnaud Démare             | 26 de agost de 1991    | Groupama-FDJ (2023)                       |                        |
| Raúl García Pierna        | 23 de febrer de 2001   | Equipo Kern Pharma (2023)                 |                        |
| Élie Gesbert              | 1 de juliol de 1995    | VC Pays de Loudéac (2016)                 |                        |
| Donavan Grondin           | 26 de setembre de 2000 | Vendée U Pays de la Loire (2019)          |                        |
| Thibault Guernalec        | 31 de juliol de 1997   | Pays de Dinan (2018)                      |                        |
| Laurens Huys              | 24 de setembre de 1998 | Intermarché-Circus-Wanty (2023)           |                        |
| Mathis Le Berre           | 16 de abril de 2001    | Côtes d'Armor Cyclisme Marie Morin (2022) |                        |
| Léandre Lozouet           | 3 de setembre de 2004  | Arkéa-B&B Hôtels Continentale (2024)      |                        |
| Luca Mozzato              | 15 de febrer de 1998   | B&B Hotels-KTM (2022)                     |                        |
| Michel Ries               | 11 de març de 1998     | Trek-Segafredo (2021)                     |                        |
| Cristián Rodríguez Martín | 3 de març de 1995      | TotalEnergies (2022)                      |                        |
| Louis Rouland             | 21 de octubre de 2002  | Arkéa-B&B Hôtels Continentale (2024)      |                        |
| Miles Scotson             | 18 de gener de 1994    | Groupama-FDJ (2023)                       |                        |
| Florian Sénéchal          | 10 de juliol de 1993   | Soudal Quick-Step (2023)                  |                        |
| Embret Svestad-Bårdseng   | 1 de setembre de 2002  | Arkéa-B&B Hôtels Continentale (2024)      |                        |
| Pierre Thierry            | 31 de maig de 2003     | Arkéa-B&B Hôtels Continentale (2024)      |                        |
| Martin Tjøtta             | 27 de gener de 2001    | Arkéa-B&B Hôtels Continentale (2024)      |                        |
| Kévin Vauquelin           | 26 de abril de 2001    | VC Rouen 76 (2021)                        |                        |
| Clément Venturini         | 16 de octubre de 1993  | AG2R Citroën Team (2023)                  |                        |
| Alessandro Verre          | 17 de novembre de 2001 | Colpack-Ballan (2021)                     |                        |
| Simon Guglielmi           | 1 de juliol de 1997    | Groupama-FDJ (2021)                       |                        |
| Victor Guernalec          | 16 de març de 2000     | Bourg-en-Bresse Ain Cyclisme (2024)       |                        |
| Giosuè Epis               | 4 de març de 2002      | Arkéa-B&B Hôtels Continentale (2024)      |                        |
|                           |                        |                                           |                        |
| Font: ProCyclingStats     |                        |                                           |                        |